# Ryan McPartlin
Ryan McPartlin (Chicago, 3 luglio 1975) è un attore statunitense conosciuto principalmente per il ruolo di Devon Woodcomb nella serie televisiva Chuck.

## Biografia
Ryan McPartlin nasce a Chicago nell'Illinois, figlio di Steve e Lois McPartlin. È cresciuto a Glen Ellyn (un sobborgo di Chicago), dove ha frequentato la Glenbard South High School. Si è laureato in scienze della comunicazione alla Università dell'Illinois - Urbana-Champaign. È stato un membro dell'Illinois Fighting Illini football e nel 1994 si è guadagnato una varsity letter come linebacker. Dopo aver passato sei mesi tra l'Australia e la Nuova Zelanda, si trasferì nella California del Sud per intraprendere la carriera di attore.

### Carriera

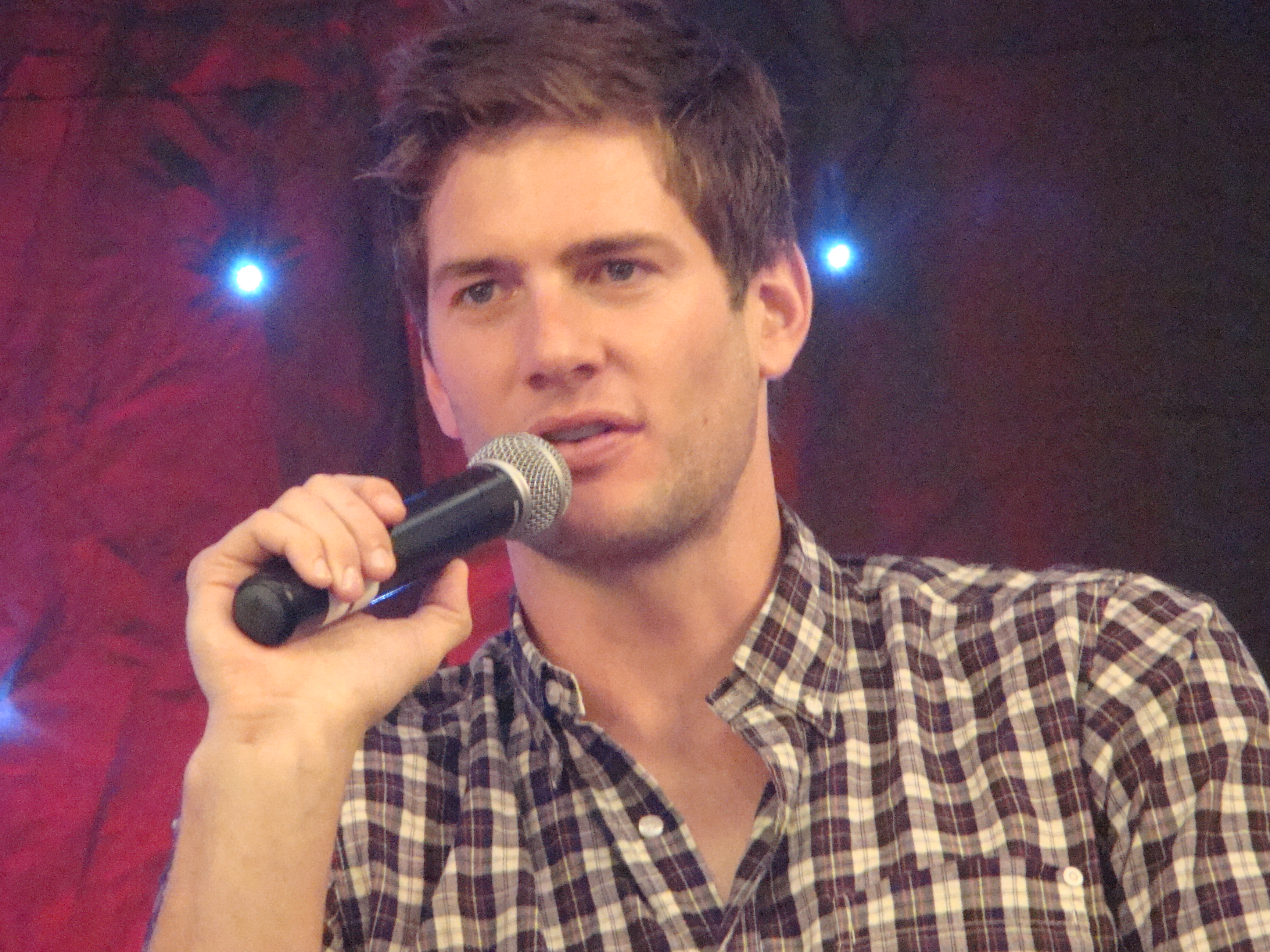
Ryan McPartlin nel 2011

Prima di iniziare a recitare, per qualche anno lavorò come modello per la Abercrombie & Fitch. Nel 1999 ottiene il suo primo ruolo d'attore in un episodio della serie televisiva La tata, in cui recita accanto a Fran Drescher. Tra il 2001 ed il 2004 ottiene un ruolo importante nella popolare soap opera Passions, sostituendo Dalton James nel ruolo di Hank Bennett.
Tra il 2005 ed il 2007 recita nuovamente accanto a Fran Drescher nella sitcom A casa di Fran, nel ruolo di Riley Martin, il suo giovane convivente. Dopo che la serie fu cancellata McPartlin ha fatto un'audizione per il ruolo di Clark Kent/Superman per il film Superman Returns, ma il ruolo fu assegnato a Brandon Routh.
Nel 2007 entra a far parte del cast di Chuck nel ruolo di Devon Woodcomb, il ragazzo della sorella di Chuck Bartowski. La serie è terminata nel 2012 dopo 5 stagioni.
Nel 2010 ha doppiato il film LEGO - Le avventure di Clutch Powers nel ruolo del protagonista Clutch Powers. In questo film appare anche Yvonne Strahovski che in Chuck recita nel ruolo di Sarah Walker.
Ha anche partecipato al videoclip della canzone "Stuck like glue" del duo country statunitense Sugarland.
Nel 2016 entra nel cast della serie Devious Maids, in cui interpreterà Kyle, un uomo ricco e dolce, molto legato a sua madre Frances, interpretata da Stephanie Faracy.

### Vita privata
McPartlin è un personal trainer certificato. È sposato dal 26 ottobre 2002 con l'attrice Danielle Kirlin con la quale ha avuto due figli, Wyatt Duke e Dylan James.

## Filmografia

### Cinema
- King of the Ants (2003)
- The Shadow Effect - cortometraggio (2006)
- Super Capers (2009)
- LEGO - Le avventure di Clutch Powers (2010) - voce
- A Clutch Powers 4D Adventure - cortometraggio (2010)
- J. Edgar, regia di Clint Eastwood (2011)
- L'errore perfetto (The Right Kind of Wrong), regia di Jeremiah S. Chechik (2013)
- Un pizzico di magia (A Kind of Magic), regia di Tosca Musk (2015)
- Hunter Killer - Caccia negli abissi (Hunter Killer), regia di Donovan Marsh (2018)

### Televisione
- La tata (The Nanny) – serie TV, episodio 6x18 (1999)
- Odd Man Out – serie TV, episodio 1x06 (1999)
- L.A. 7 – serie TV, episodio 2x08 (2000)
- Three Sisters – serie TV, episodio 2x15 (2001)
- La vita secondo Jim (According to Jim) – serie TV, episodio 2x24 (2003)
- Still Standing – serie TV, episodio 2x15 (2004)
- North Shore – serie TV, episodio 1x06 (2004)
- Passions – serie TV, 1 episodio (2001-2004)
- Le cose che amo di te (What I Like About You) – serie TV, episodio 3x18 (2005)
- Model Family – cortometraggio TV (2006)
- Pepper Dennis – serie TV, episodio 1x09 (2006)
- Underfunded – film TV (2006)
- CSI: NY – serie TV, episodio 3x13 (2007)
- Notes from the Underbelly – serie TV, episodio 1x06 (2007)
- A casa di Fran (Living with Fran) – serie TV, 26 episodi (2005-2007)
- Swingtown – serie TV, episodio 1x06 (2008)
- Mad Men – serie TV, episodio 2x13 (2008)
- Everything She Ever Wanted – miniserie TV (2009)
- Community – serie TV, episodio 3x08 (2011)
- Amici di letto (Friends with Benefits) – serie TV, episodio 1x05 (2011)
- Game Time: Tackling the Past, regia di Douglas Barr – film TV (2011)
- Chuck – serie TV, 88 episodi (2007-2012) – Devon Woodcomb
- Hot in Cleveland – serie TV, episodio 3x10 (2012)
- CSI: Miami – serie TV, 4 episodi (2012)
- Rizzoli & Isles – serie TV, episodio 3x06 (2012)
- Daybreak – serie TV, 5 episodi (2012)
- Terapia d'urto (Necessary Roughness) – serie TV, episodio 2x10 (2012)
- Il fidanzato perfetto regia di Jim Fall – film TV (2012)
- Friend Request - Scatti d'amore – film TV (2013)
- I Hate My Teenage Daughter – serie TV, episodio 1x01 (2013)
- Doctor Who – serie TV, 1 episodio (2013)
- Hart of Dixie – serie TV, 4 episodi (2013-2014)
- Playing House – serie TV, episodio 1x04 (2014)
- I miei peggiori amici (Friends with Better Lives) – serie TV, episodio 1x07 (2014)
- Sequestered – serie TV, 12 episodi (2014)
- Mystery Girls – serie TV, 5 episodi (2014)
- Bad Judge – serie TV, episodi 1x02-1x03 (2014)
- Do It Yourself, regia di James Widdoes – film TV (2014)
- Babysitter's black book: Ragazze perdute (Babysitter's Black Book), regia di Lee Friedlander – film TV (2015)
- Un volo a Natale (The Flight Before Christmas), regia di Peter Sullivan – film TV (2015)
- Le amiche di mamma (Fuller House) – serie TV, episodio 1x05 (2016)
- Devious Maids - Panni sporchi a Beverly Hills – serie TV, 8 episodi (2016)
- Un angelo mandato dal cielo (Heaven Sent), regia di Michael Landon jr. – film TV (2016)
- Ghosted – serie TV, episodio 1x04 (2017)
- Un matrimonio sotto l'albero (Twinkle All the Way), regia di Brian Herzlinger – film TV (2019)
- L.A.'s Finest – serie TV, 26 episodi (2019-2020)
- In gara per Natale (Once Upon a Main Street.), regia di Polly Draper – film TV (2020)
- All American – serie TV, episodi 3x03-3x05 episodi (2021)
- Why Women Kill – serie TV, episodio 2x03 (2021)
- A Clüsterfünke Christmas, regia di Anna Dokoza – film TV (2021)
- The Holiday Fix Up, regia di Brian Herzlinger – film TV (2021)
- Cut, Color, Murder, regia di Stacey N. Harding – film TV (2022)

## Doppiatori italiani
Nelle versioni in italiano delle opere in cui ha recitato, Ryan McPartlin è stato doppiato da:
- Massimiliano Virgilii in CSI: Miami, L'errore perfetto
- Giuliano Bonetto in CSI: NY
- Riccardo Niseem Onorato in A casa di Fran
- Gianfranco Miranda in Mad Men
- Stefano Crescentini in Friend Request - Scatti d'amore
- Massimiliano Manfredi in Devious Maids - Panni sporchi a Beverly Hills
- Massimo Bitossi in Chuck
- Alessio Cigliano in Hunter Killer - Caccia negli abissi
- Tony Sansone in Un matrimonio sotto l'albero
- Carlo Petruccetti in Un pizzico di magia